# Alsophila paraphysata
Alsophila paraphysata là một loài thực vật có mạch trong họ Cyatheaceae. Loài này được (Copel.) Alderw. mô tả khoa học đầu tiên năm 1917.